# Джон Сноу
Джон Сноу (на английски: John Snow) е английски лекар, изиграл важна роля за възприемането на анестезията и медицинската хигиена. Смятан е за един от бащите на епидемиологията благодарение на работата му по проследяването на източника на епидемията от холера на улица Бродуик в Сохо, Англия през 1854 г.

## Биография

### Ранни години и образование
Роден е на 15 март 1813 година в Йорк, Англия, кръстен в англиканската църква „Вси Светии“. Той е първото от 9 деца на Уилям и Франсис Сноу. Кварталът, в който живеят, е сред най-бедните в града и е под непрекъсната заплаха от наводнение поради близостта му с река Уз. Баща му работи в местна въглищна компания.
Сноу учи в Йорк до 14-годишна възраст, когато бива изпратен да чиракува при Уилям Хардкасъл, хирург в Нюкасъл и лекар на Джордж Стивънсън и семейството му. Хардкасъл е приятел на чичото на Сноу – Чарлз Емпсън, който кумува на сватбата му и е изпълнител на завещанието му. По-късно Сноу започва работа като лекар в една каменовъглена мина. Между 1833 и 1836 г. работи като асистент първо в Бърнъпфийлд, село в Дърам, а после в Пейтли Бридж, Северен Йоркшър. През октомври 1836 се записва да учи в Хънтъровото медицинско училище в Лондон. След година започва работа в Уестминстърската болница и е приет за член Кралската колегия на хирурзите в Англия на 2 май 1838 г. Сноу се дипломира от Лондонския университет през декември 1844 и е приет в Кралската лекарска колегия през 1850 г.

### Зрялост
Сноу е вегетарианец и ревностен въздържател от алкохол като вярвал в пиенето на пречистена чрез преваряване вода. Никога не се оженва.
На 10 юни 1858 г., на 45 години, Сноу получава инсулт докато работи в лондонския си офис. Не успява да се възстанови и умира на 16 юни същата година. Погребан е в Лондон, в гробището Бромптън.

## Научна дейност

### Анестезия
Джон Сноу е сред първите лекари, които изучават и изчисляват точната доза за употребата на диетилов етер и хлороформ като хирургически анестетици, позволявайки по този начин на пациентите да претърпяват хирургически и други процедури без стрес и болка, на които са подложени. Той лично предписва хлороформ на кралица Виктория при раждането на последните 2 от нейните 9 деца – Леополд (1853) и Беатрис (1857), което довежда до по-широко обществено приемане на анестезията при раждане.
Сноу публикува статия за етера през 1847, озаглавена „За вдишването на етерови пари“. По-голям и по-подробен труд е публикуван след смъртта му през 1858 г., озаглавен „За хлороформа и другите анестетитици и тяхното действие и предписване“.

### Холера
Сноу е скептично настроен по отношение на общоприетата теория, че болести като холерата или черната смърт се причиняват от замърсяване или вредна форма на „лош въздух“. Теорията за микробите не е известна до 1861 г. и така Сноу не е наясно с механизмите на предаване на болестта, но на базата на доказателства стига до извода, че това не се дължи на дишането на замърсен въздух. За първи път дава публичност на теорията си в едно есе през 1849. През 1855 г. го публикува още веднъж, този път с много по-обстойно изследване на ефекта на водоснабдяването в Сохо по време на епидемията от 1854 г.
Разговаряйки с местните жители, той определя източника на заразата – обществена водна помпа на улица Броуд (днес Бродуик). Въпреки че химичния и микроскопски анализ на водата от помпата не показва категорично някаква опасност, проучванията на Сноу относно начина на разболяване са достатъчно убедителни, за да накарат местните власти да преустановят използването на помпата, премахвайки ръчката ѝ.
Сноу използва карта, на която илюстрира как най-голяма концентрация на заболели има около помпата. Той се позовава на статистиката, за да покаже връзката между качеството на източника на вода и случаите на холера. Сноу отбелязва, че водоснабдяващата компания взима водата от замърсен участък на Темза, където се изливат отпадни води и доставя тази вода до домове с повишена заболеваемост от холера. Проучването на Сноу е основен момент в историята на здравеопазването и се разглежда като основополагащо събитие за науката епидемиология.
По-късно се открива, че кладенецът е изкопан само на метър разстояние от стара помийна яма на къща, която изгоряла и е построена на друго по-отдалечено място. Преди това да се случи обаче пелените на болно от холера бебе биват изпрани там и водите се оттекли в тази яма.

### Политическо оспорване
След отшумяването на епидемията от холера властите връщат дръжката на водната помпа на мястото ѝ. Първоначално те я махат, изправени пред голямата заплаха надвиснала над населението, но по-късно отхвърлят теорията на Сноу. Да приемат неговата теория означавало, че индиректно признават поглъщането на фекалии като причина за заболяването, което е доста неприятно и отблъскващо за по-голямата част от населението.
Представители на здравните власти днес признават политическите борби, които често е трябвало да водят реформаторите. По време на ежегодна лекция в Англия членове на организацията „Джон Сноу“ символично премахват и после връщат на мястото ѝ дръжка на водна помпа, с което символизират продължаващите препятствия, пред които са изправени медицинските нововъведения и открития.

## Признание
Днес на мястото на водната помпа на улица Бродуик има паметна плоча, възпоменаваща Сноу и изследването му от 1854 г. Новата помпа е с премахната дръжка и е в близост до кръчмата „Джон Сноу“, което е доста иронично, имайки предвид, че Сноу е ревностен въздържател през по-голямата част от живота си. Точното място, където е била старата помпа е покрито с червен гранит.
Джон Сноу е избран за най-великия лекар на всички времена на гласуване на британските доктори през 2003 г.